# Jean-Henri Jaeger
Pour les articles homonymes, voir Jaeger.
Jean-Henri Jaeger, né le 18 juin 1944 à Thionville (Moselle) et mort à Fréjus (Var) le 8 février 2022, est un chirurgien français professeur des universités aux hôpitaux universitaires de Strasbourg. Spécialiste des membres inférieurs, il a opéré de nombreux footballeurs. Jean-Henri Jaeger a développé  une technique chirurgicale de reconstruction du ligament croisé antérieur (LCA) qui utilise le fascia lata comme autotransplant, méthode opératoire permettant une bonne stabilisation rotatoire tout en préservant les chaînes musculaires.

## Biographie
Jean-Henri Jaeger est né d'un père ingénieur à la SNCF à Thionville et d’une mère qui travaille chez un notaire.
Sa vocation de médecin lui est venue à six ans quand il prend un coup de pied dans le ventre lors d'une partie de football. Son état s'aggrave, le médecin suspecte une perforation intestinale d'origine typhoïde et découvre la blessure en l'opérant. Il lui sauve la vie. Il reste cinq semaines à l'hôpital et décide alors d'être médecin.
Il fait ses études à Strasbourg où il côtoie Arsène Wenger avec lequel il est resté ami.
En 1978, alors qu'il est chef de clinique, le Racing Club de Strasbourg le contacte en tant que chirurgien consultant. Il opère Jacky Novi de la cuisse, qui rejoue quatre mois plus tard. Arrive ensuite Marius Trésor, donné perdu pour le football. Opéré fin 1981, Trésor remonte la pente et participe ensuite à l’épopée du Mondial 1982. Le bouche-à-oreille entre les joueurs d’un club à l’autre lui a permis d'opérer de très nombreux footballeurs, de Raymond Kopa à Zinédine Zidane, en passant par Dragan Stojkovic, Bixente Lizarazu etc,...

## Œuvres
- Ligamentoplastie du LCA Mac Intosh FL versus KJ et DIDT, réparation cartilagineuse, juin 2002
- Chirurgie du ligament croisé antérieur du genou la lésion du LCA, juin 2017